# (37629) 1993 TX19
1993 TX19 (asteroide 37629) é um asteroide da cintura principal. Possui uma excentricidade de 0.14867180 e uma inclinação de 2.47990º.
Este asteroide foi descoberto no dia 9 de outubro de 1993 por Eric Walter Elst em La Silla.